# Olympische Jugend-Winterspiele 2020/Teilnehmer (Türkei)
| Gelbes Symbol für Goldmedaillen mit stilisierten Olympischen Ringen | Graues Symbol für Silbermedaillen mit stilisierten Olympischen Ringen | Braundes Symbol für Bronzemedaillen mit stilisierten Olympischen Ringen |
| ------------------------------------------------------------------- | --------------------------------------------------------------------- | ----------------------------------------------------------------------- |
| —                                                                   | —                                                                     | —                                                                       |

Die Türkei nahm an den Olympischen Jugend-Winterspielen 2020 in Lausanne mit 14 Athleten (7 Jungen und  7 Mädchen) in fünf Sportarten teil.

## Medaillen

### Medaillengewinner
| Name/n       | Sportart  | Wettkampf           |
| ------------ | --------- | ------------------- |
| Bronze       |           |                     |
| Sidre Özer 1 | Eishockey | 3×3 Turnier Mädchen |

## Teilnehmer nach Sportarten

### Biathlon
| Athleten     | Wettbewerbe   | Zeit        | Fehler       | Rang |
| ------------ | ------------- | ----------- | ------------ | ---- |
| Jungen       |               |             |              |      |
| Barış Oduncu | 7,5 km Sprint | 27:04,2 min | 7 (3+4)      | 93   |
| Barış Oduncu | 12 km Einzel  | 52:47,4 min | 15 (4+5+3+3) | 97   |
| Mädchen      |               |             |              |      |
| Mine Kılıç   | 6 km Sprint   | 22:17,0 min | 3 (0+3)      | 68   |
| Mine Kılıç   | 10 km Einzel  | 40:39,4 min | 7 (2+2+1+2)  | 61   |

### Curling
| Wettbewerb    | Mixed-Team                                                                  |
| ------------- | --------------------------------------------------------------------------- |
| Athleten      | Selahattin Eser Kadir Polat İfayet Şafak Çalıkuşu Berfin Şengül             |
| Vorrunde      | Norwegen 1:9 Großbritannien 5:1 Neuseeland 6:7 Frankreich 4:6 Slowenien 4:2 |
| Viertelfinale | ausgeschieden                                                               |
| Halbfinale    | ausgeschieden                                                               |
| Finale        | ausgeschieden                                                               |
| Platzierung   | 16                                                                          |

Im Mixed-Doppel, kam der Partner immer aus einem anderen Land, somit spielten nur gemischte Mannschaften in diesem Wettbewerb mit.
| Athleten                            | Wettbewerb   | 1. Runde                                | 1. Runde | 2. Runde                    | 2. Runde      | 3. Runde      | 3. Runde      | 4. Runde      | 4. Runde      | Halbfinale    | Halbfinale    | Finale/Platz 3 | Finale/Platz 3 | Rang |
| Athleten                            | Wettbewerb   | Gegner                                  | Erg      | Gegner                      | Erg           | Gegner        | Erg           | Gegner        | Erg           | Gegner        | Erg           | Gegner         | Erg            | Rang |
| ----------------------------------- | ------------ | --------------------------------------- | -------- | --------------------------- | ------------- | ------------- | ------------- | ------------- | ------------- | ------------- | ------------- | -------------- | -------------- | ---- |
| Mixed                               |              |                                         |          |                             |               |               |               |               |               |               |               |                |                |      |
| Berfin Şengül Olle Moberg           | Mixed Doppel | Lucy Neilson Henry Grünberg             | 7:3      | Klaudia Szmidt Jamie Rankin | 6:11          | ausgeschieden | ausgeschieden | ausgeschieden | ausgeschieden | ausgeschieden | ausgeschieden | ausgeschieden  | ausgeschieden  | 13   |
| Liu Tong Selahattin Eser            | Mixed Doppel | Ana Vázquez Jan Iseli                   | 12:7     | Laura Nagy Nathan Young     | 4:7           | ausgeschieden | ausgeschieden | ausgeschieden | ausgeschieden | ausgeschieden | ausgeschieden | ausgeschieden  | ausgeschieden  | 13   |
| İfayet Şafak Çalıkuşu Park Sang-woo | Mixed Doppel | Valeriia Denisenko Eduards Seļiverstovs | 3:10     | ausgeschieden               | ausgeschieden | ausgeschieden | ausgeschieden | ausgeschieden | ausgeschieden | ausgeschieden | ausgeschieden | ausgeschieden  | ausgeschieden  | 25   |
| Hannah Farries Kadir Polat          | Mixed Doppel | Kaitlin Murphy Jaedon Neuert            | 4:8      | ausgeschieden               | ausgeschieden | ausgeschieden | ausgeschieden | ausgeschieden | ausgeschieden | ausgeschieden | ausgeschieden | ausgeschieden  | ausgeschieden  | 25   |

### Eishockey
Im 3×3 Eishockey spielten die Athleten in gemischten Mannschaften.
| Mannschaft     | Athleten | Vorrunde       | Vorrunde | Halbfinale    | Halbfinale    | Finale/Spiel um Bronze        | Finale/Spiel um Bronze | Rang   |
| Mannschaft     | Athleten | Gegner         | Ergebnis | Gegner        | Ergebnis      | Gegner                        | Ergebnis               | Rang   |
| -------------- | --- | -------------- | -------- | ------------- | ------------- | ----------------------------- | ---------------------- | ------ |
| Jungen         | |                |          |               |               |                               |                        |        |
| _ Team Blau    | Chen Chih-yuan Jakub Trzebunia Caleb Chapman Ziya Efe Güçlü Hong Seung-woo Daniel Assavolyuk Joris Valčiukas Riley Langille Cater Hamill Konrad Kudeviita Simone Terraneo Oliver Thestrup Hansen Issa Otsuka | _ Team Grau    | 8:9      | ausgeschieden | ausgeschieden | ausgeschieden                 | ausgeschieden          | 8      |
| _ Team Blau    | Chen Chih-yuan Jakub Trzebunia Caleb Chapman Ziya Efe Güçlü Hong Seung-woo Daniel Assavolyuk Joris Valčiukas Riley Langille Cater Hamill Konrad Kudeviita Simone Terraneo Oliver Thestrup Hansen Issa Otsuka | _ Team Orange  | 1:12     | ausgeschieden | ausgeschieden | ausgeschieden                 | ausgeschieden          | 8      |
| _ Team Blau    | Chen Chih-yuan Jakub Trzebunia Caleb Chapman Ziya Efe Güçlü Hong Seung-woo Daniel Assavolyuk Joris Valčiukas Riley Langille Cater Hamill Konrad Kudeviita Simone Terraneo Oliver Thestrup Hansen Issa Otsuka | _ Team Schwarz | 8:14     | ausgeschieden | ausgeschieden | ausgeschieden                 | ausgeschieden          | 8      |
| _ Team Blau    | Chen Chih-yuan Jakub Trzebunia Caleb Chapman Ziya Efe Güçlü Hong Seung-woo Daniel Assavolyuk Joris Valčiukas Riley Langille Cater Hamill Konrad Kudeviita Simone Terraneo Oliver Thestrup Hansen Issa Otsuka | _ Team Grün    | 6:11     | ausgeschieden | ausgeschieden | ausgeschieden                 | ausgeschieden          | 8      |
| _ Team Blau    | Chen Chih-yuan Jakub Trzebunia Caleb Chapman Ziya Efe Güçlü Hong Seung-woo Daniel Assavolyuk Joris Valčiukas Riley Langille Cater Hamill Konrad Kudeviita Simone Terraneo Oliver Thestrup Hansen Issa Otsuka | _ Team Gelb    | 8:13     | ausgeschieden | ausgeschieden | ausgeschieden                 | ausgeschieden          | 8      |
| _ Team Blau    | Chen Chih-yuan Jakub Trzebunia Caleb Chapman Ziya Efe Güçlü Hong Seung-woo Daniel Assavolyuk Joris Valčiukas Riley Langille Cater Hamill Konrad Kudeviita Simone Terraneo Oliver Thestrup Hansen Issa Otsuka | _ Team Braun   | 2:14     | ausgeschieden | ausgeschieden | ausgeschieden                 | ausgeschieden          | 8      |
| _ Team Blau    | Chen Chih-yuan Jakub Trzebunia Caleb Chapman Ziya Efe Güçlü Hong Seung-woo Daniel Assavolyuk Joris Valčiukas Riley Langille Cater Hamill Konrad Kudeviita Simone Terraneo Oliver Thestrup Hansen Issa Otsuka | _ Team Rot     | 11:18    | ausgeschieden | ausgeschieden | ausgeschieden                 | ausgeschieden          | 8      |
| _ Team Schwarz | Ruben Esposito Lukas Floriantschitz Kerem Alsan Jaroslaw Labutkin Yu Jiacong Corné van Stuijvenberg Wataru Suzuki Adam Sýkora Dominik Pavlata Linas Dėdinas Daniil Karpowitsch Kalle Varis Matthias Rindone  | _ Team Braun   | 7:6      | _ Team Grün   | 3:7           | Spiel um Bronze: _ Team Braun | 5:6                    | 4      |
| _ Team Schwarz | Ruben Esposito Lukas Floriantschitz Kerem Alsan Jaroslaw Labutkin Yu Jiacong Corné van Stuijvenberg Wataru Suzuki Adam Sýkora Dominik Pavlata Linas Dėdinas Daniil Karpowitsch Kalle Varis Matthias Rindone  | _ Team Rot     | 5:4      | _ Team Grün   | 3:7           | Spiel um Bronze: _ Team Braun | 5:6                    | 4      |
| _ Team Schwarz | Ruben Esposito Lukas Floriantschitz Kerem Alsan Jaroslaw Labutkin Yu Jiacong Corné van Stuijvenberg Wataru Suzuki Adam Sýkora Dominik Pavlata Linas Dėdinas Daniil Karpowitsch Kalle Varis Matthias Rindone  | _ Team Blau    | 4:8      | _ Team Grün   | 3:7           | Spiel um Bronze: _ Team Braun | 5:6                    | 4      |
| _ Team Schwarz | Ruben Esposito Lukas Floriantschitz Kerem Alsan Jaroslaw Labutkin Yu Jiacong Corné van Stuijvenberg Wataru Suzuki Adam Sýkora Dominik Pavlata Linas Dėdinas Daniil Karpowitsch Kalle Varis Matthias Rindone  | _ Team Gelb    | 7:2      | _ Team Grün   | 3:7           | Spiel um Bronze: _ Team Braun | 5:6                    | 4      |
| _ Team Schwarz | Ruben Esposito Lukas Floriantschitz Kerem Alsan Jaroslaw Labutkin Yu Jiacong Corné van Stuijvenberg Wataru Suzuki Adam Sýkora Dominik Pavlata Linas Dėdinas Daniil Karpowitsch Kalle Varis Matthias Rindone  | _ Team Orange  | 8:14     | _ Team Grün   | 3:7           | Spiel um Bronze: _ Team Braun | 5:6                    | 4      |
| _ Team Schwarz | Ruben Esposito Lukas Floriantschitz Kerem Alsan Jaroslaw Labutkin Yu Jiacong Corné van Stuijvenberg Wataru Suzuki Adam Sýkora Dominik Pavlata Linas Dėdinas Daniil Karpowitsch Kalle Varis Matthias Rindone  | _ Team Grau    | 16:8     | _ Team Grün   | 3:7           | Spiel um Bronze: _ Team Braun | 5:6                    | 4      |
| _ Team Schwarz | Ruben Esposito Lukas Floriantschitz Kerem Alsan Jaroslaw Labutkin Yu Jiacong Corné van Stuijvenberg Wataru Suzuki Adam Sýkora Dominik Pavlata Linas Dėdinas Daniil Karpowitsch Kalle Varis Matthias Rindone  | _ Team Grün    | 6:4      | _ Team Grün   | 3:7           | Spiel um Bronze: _ Team Braun | 5:6                    | 4      |
| Mädchen        | |                |          |               |               |                               |                        |        |
| _ Team Blau    | Sidre Özer Valerie Christmann Anna Kot Marija Runewska Mirren Foy Zuzana Dobiašová Jana Krascheninina Maya Stöber Regina Metzler Karolina Hengelmüller Nikki Sharp Yuna Kusama Aya Juhl Petersen             | _ Team Grau    | 8:9      | _ Team Gelb   | 5:7           | Spiel um Bronze: _ Team Braun | 6:4                    | Bronze |
| _ Team Blau    | Sidre Özer Valerie Christmann Anna Kot Marija Runewska Mirren Foy Zuzana Dobiašová Jana Krascheninina Maya Stöber Regina Metzler Karolina Hengelmüller Nikki Sharp Yuna Kusama Aya Juhl Petersen             | _ Team Orange  | 1:12     | _ Team Gelb   | 5:7           | Spiel um Bronze: _ Team Braun | 6:4                    | Bronze |
| _ Team Blau    | Sidre Özer Valerie Christmann Anna Kot Marija Runewska Mirren Foy Zuzana Dobiašová Jana Krascheninina Maya Stöber Regina Metzler Karolina Hengelmüller Nikki Sharp Yuna Kusama Aya Juhl Petersen             | _ Team Schwarz | 8:14     | _ Team Gelb   | 5:7           | Spiel um Bronze: _ Team Braun | 6:4                    | Bronze |
| _ Team Blau    | Sidre Özer Valerie Christmann Anna Kot Marija Runewska Mirren Foy Zuzana Dobiašová Jana Krascheninina Maya Stöber Regina Metzler Karolina Hengelmüller Nikki Sharp Yuna Kusama Aya Juhl Petersen             | _ Team Grün    | 6:11     | _ Team Gelb   | 5:7           | Spiel um Bronze: _ Team Braun | 6:4                    | Bronze |
| _ Team Blau    | Sidre Özer Valerie Christmann Anna Kot Marija Runewska Mirren Foy Zuzana Dobiašová Jana Krascheninina Maya Stöber Regina Metzler Karolina Hengelmüller Nikki Sharp Yuna Kusama Aya Juhl Petersen             | _ Team Gelb    | 8:13     | _ Team Gelb   | 5:7           | Spiel um Bronze: _ Team Braun | 6:4                    | Bronze |
| _ Team Blau    | Sidre Özer Valerie Christmann Anna Kot Marija Runewska Mirren Foy Zuzana Dobiašová Jana Krascheninina Maya Stöber Regina Metzler Karolina Hengelmüller Nikki Sharp Yuna Kusama Aya Juhl Petersen             | _ Team Braun   | 2:14     | _ Team Gelb   | 5:7           | Spiel um Bronze: _ Team Braun | 6:4                    | Bronze |
| _ Team Blau    | Sidre Özer Valerie Christmann Anna Kot Marija Runewska Mirren Foy Zuzana Dobiašová Jana Krascheninina Maya Stöber Regina Metzler Karolina Hengelmüller Nikki Sharp Yuna Kusama Aya Juhl Petersen             | _ Team Rot     | 11:18    | _ Team Gelb   | 5:7           | Spiel um Bronze: _ Team Braun | 6:4                    | Bronze |

### Ski Alpin
| Athleten     | Wettbewerbe  | 1. Lauf     | 1. Lauf | 2. Lauf     | 2. Lauf | Gesamt      | Gesamt |
| Athleten     | Wettbewerbe  | Zeit        | Rang    | Zeit        | Rang    | Zeit        | Rang   |
| ------------ | ------------ | ----------- | ------- | ----------- | ------- | ----------- | ------ |
| Jungen       |              |             |         |             |         |             |        |
| Derin Berkin | Riesenslalom | 1:08,94 min | 34      | 1:09,67 min | 31      | 2:18,61 min | 30     |
| Derin Berkin | Slalom       | 41,26 s     | 32      | 43,20 s     | 25      | 1:24,46 min | 26     |
| Derin Berkin | Super-G      | –           | –       | –           | –       | 1:02,61 min | 55     |
| Derin Berkin | Kombination  | 1:02,61 min | 55      | 36,87 s     | 30      | 1:39,48 min | 34     |
| Mädchen      |              |             |         |             |         |             |        |
| Mina Baştan  | Riesenslalom | DNF         | DNF     | DNF         | DNF     | DNF         | DNF    |
| Mina Baştan  | Slalom       | 1:04,04 min | 41      | DNF         | DNF     | DNF         | DNF    |

### Skilanglauf
| Athleten           | Wettbewerbe     | Qualifikation | Qualifikation | Viertelfinale | Viertelfinale | Halbfinale    | Halbfinale    | Finale        | Finale        | Rang |
| Athleten           | Wettbewerbe     | Zeit          | Rang          | Zeit          | Rang          | Zeit          | Rang          | Zeit          | Rang          | Rang |
| ------------------ | --------------- | ------------- | ------------- | ------------- | ------------- | ------------- | ------------- | ------------- | ------------- | ---- |
| Jungen             |                 |               |               |               |               |               |               |               |               |      |
| Mehmet Türün       | 10 km klassisch | –             | –             | –             | –             | –             | –             | 32:26,3 min   | 63            | 63   |
| Mehmet Türün       | Sprint Freistil | 3:49,26 min   | 65            | ausgeschieden | ausgeschieden | ausgeschieden | ausgeschieden | ausgeschieden | ausgeschieden | 65   |
| Mädchen            |                 |               |               |               |               |               |               |               |               |      |
| Özlem Ceren Dursun | 5 km klassisch  | –             | –             | –             | –             | –             | –             | 17:42,8 min   | 56            | 56   |
| Özlem Ceren Dursun | Sprint Freistil | 3:29,79 min   | 69            | ausgeschieden | ausgeschieden | ausgeschieden | ausgeschieden | ausgeschieden | ausgeschieden | 69   |
| Fatma Yavuz        | 5 km klassisch  | –             | –             | –             | –             | –             | –             | 18:12,9 min   | 64            | 64   |
| Fatma Yavuz        | Sprint Freistil | 3:29,95 min   | 70            | ausgeschieden | ausgeschieden | ausgeschieden | ausgeschieden | ausgeschieden | ausgeschieden | 70   |